# Municipio de Bridgeport (Illinois)
El municipio de Bridgeport (en inglés: Bridgeport Township) es un municipio ubicado en el condado de Lawrence en el estado estadounidense de Illinois. En el año 2010 tenía una población de 2420 habitantes y una densidad poblacional de 58,52 personas por km².

## Geografía
El municipio de Bridgeport se encuentra ubicado en las coordenadas 38°42′4″N 87°46′47″O / 38.70111, -87.77972. Según la Oficina del Censo de los Estados Unidos, el municipio tiene una superficie total de 41.35 km², de la cual 41.29 km² corresponden a tierra firme y (0.16%) 0.06 km² es agua.

## Demografía
Según el censo de 2010, había 2420 personas residiendo en el municipio de Bridgeport. La densidad de población era de 58,52 hab./km². De los 2420 habitantes, el municipio de Bridgeport estaba compuesto por el 98.39% blancos, el 0.25% eran afroamericanos, el 0.12% eran amerindios, el 0.04% eran asiáticos, el 0.04% eran isleños del Pacífico, el 0.45% eran de otras razas y el 0.7% pertenecían a dos o más razas. Del total de la población el 1.03% eran hispanos o latinos de cualquier raza.